# Uretrite não gonocócica

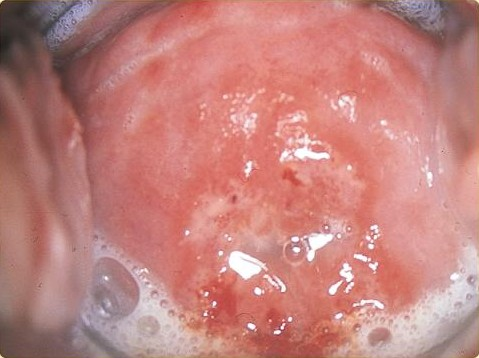
Secreção transparente

Uretrites não gonocócicas são doenças causadas por diversos agentes, porém as mais comumente diagnosticadas em nosso meio são a Chlamydia Trachomatis e a Trichomonas.

## Chlamydia Trachomatis
São os agentes mais comumente responsáveis pelas uretrites não gonocócicas. Provocam uma secreção transparente parecida com clara de ovo, dor ao urinar e sensação de queimação na uretra. Os sinais e sintomas surgem entre 1 e 3 semanas após o contato sexual com pessoas infectadas

## Trichomonas
Doença causada por um protozoário que habita a vagina, o colo do útero da mulher. Os principais sintomans são: corrimento de cor amarelo-esverdeada, espumoso de mau cheiro, dor ao urinar e durante a relação sexual, inchaço nos genitais externos, coceira vulvo-vaginal